# Profil & Cie

Logo de la collection

La collection « Profil » est une collection d’ouvrages parascolaires des éditions Hatier composée des séries Profil d’une œuvre, Histoire littéraire, Pratiques du Bac, Profil pratique et Profil Bac.
Le public ciblé est constitué des élèves de fin de collège et des lycées français ou des classes bilingues franco-étrangères.

## Ouvrages publiés

### Profil d’une œuvre
1. Profil - Alain-Fournier : Le Grand Meaulnes
2. Profil - Jean Anouilh : Antigone
3. Profil - Jean Anouilh : La Sauvage
4. Profil - Guillaume Apollinaire : Alcools
5. Profil - Guillaume Apollinaire : Alcools, 10 poèmes expliqués
6. Profil - Honoré de Balzac : Le colonel Chabert
7. Profil - Honoré de Balzac : La peau de chagrin
8. Profil - Honoré de Balzac : Le Père Goriot
9. Profil - Charles Baudelaire : Les Fleurs du mal
10. Profil - Charles Baudelaire : Les Fleurs du mal / Le Spleen de Paris, 20 poèmes expliqués
11. Profil - Charles Baudelaire : Petits Poèmes en prose
12. Profil - Hervé Bazin : Vipère au poing
13. Profil - Beaumarchais : Le Barbier de Séville
14. Profil - Beaumarchais : Le Mariage de Figaro
15. Profil - Samuel Beckett : En attendant Godot
16. Profil - Béroul : Tristan et Iseut
17. Profil - Yves Bonnefoy : Les Planches courbes
18. Profil - André Breton : Nadja
19. Profil - Albert Camus : L'Étranger
20. Profil - Albert Camus : Les Justes
21. Profil - Albert Camus : La Peste
22. Profil - Albert Camus : La Peste, 10 textes expliqués
23. Profil - Emmanuel Carrère : L'adversaire
24. Profil - Jean-Claude Carrière : La Controverse de Valladolid
25. Profil - Céline : Voyage au bout de la nuit
26. Profil - Chateaubriand : René - Mémoires d'outre-tombe
27. Profil - Chrétien de Troyes : Perceval ou le roman du Graal
28. Profil - Jean Cocteau : La Machine infernale
29. Profil - Albert Cohen : Le Livre de ma mère
30. Profil - Pierre Corneille : Cinna
31. Profil - Pierre Corneille : L'Illusion comique
32. Profil - Pierre Corneille : Le Cid
33. Profil - Denis Diderot : Le Neveu de Rameau
34. Profil - Denis Diderot : Jacques le fataliste
35. Profil - Denis Diderot : Supplément au voyage de Bougainville
36. Profil - Marguerite Duras : L'Amant
37. Profil - Marguerite Duras : Un barrage contre le Pacifique
38. Profil - Annie Ernaux : La Place - La Honte
39. Profil - Gustave Flaubert : Madame Bovary
40. Profil - Gustave Flaubert : Madame Bovary, 10 textes expliqués
41. Profil - Jean Giono : Un roi sans divertissement
42. Profil - Jean Giraudoux : Electre
43. Profil - Jean Giraudoux : La guerre de Troie n'aura pas lieu
44. Profil - Victor Hugo : Hernani - Ruy Blas
45. Profil - Victor Hugo : Le Dernier Jour d'un condamné
46. Profil - Victor Hugo : Les Châtiments
47. Profil - Victor Hugo : Les Contemplations
48. Profil - Victor Hugo : Les Misérables
49. Profil - Aldous Huxley : Le Meilleur des mondes
50. Profil - Eugène Ionesco : La Cantatrice chauve - La Leçon
51. Profil - Eugène Ionesco : Rhinocéros
52. Profil - Eugène Ionesco : Le roi se meurt
53. Profil - Charles Juliet : Lambeaux
54. Profil - Franz Kafka, Orson Welles : Le Procès
55. Profil - Bernard-Marie Koltes : Roberto Zucco
56. Profil - Jean de La Bruyère : Les Caractères (De la cour - Des grands)
57. Profil - Madame de La Fayette : La Princesse de Clèves
58. Profil - Jean de La Fontaine : Fables
59. Profil - André Malraux : La Condition humaine
60. Profil - Marivaux : L'Île des esclaves
61. Profil - Marivaux : Le Jeu de l'amour et du hasard
62. Profil - Guy de Maupassant : Bel-Ami
63. Profil - Guy de Maupassant : Boule de suif - La parure
64. Profil - Guy de Maupassant : Le Horla et autres contes fantastiques
65. Profil - Guy de Maupassant : Pierre et Jean
66. Profil - Guy de Maupassant : Une vie
67. Profil - Prosper Mérimée : La Vénus d'Ille - Colomba
68. Profil - Patrick Modiano : Dora Bruder
69. Profil - Patrick Modiano : La Ronde de nuit
70. Profil - Molière : Dom Juan
71. Profil - Molière : Dom Juan, 10 textes expliqués
72. Profil - Molière : L'École des femmes
73. Profil - Molière : Le Misanthrope
74. Profil - Molière : Tartuffe
75. Profil - Molière : L'Avare
76. Profil - Molière : Les Précieuses ridicules - Les femmes savantes
77. Profil - Michel de Montaigne : Essais
78. Profil - Montesquieu : Lettres persanes
79. Profil - Alfred de Musset : Les Caprices de Marianne - On ne badine pas avec l'amour
80. Profil - Alfred de Musset : Lorenzaccio
81. Profil - George Orwell : 1984
82. Profil - Ovide : Les métamorphoses (livres X, XI et XII)
83. Profil - Blaise Pascal : Pensées
84. Profil - Georges Perec : Les Choses
85. Profil - Georges Perec : W ou le souvenir d'enfance
86. Profil - Charles Perrault : Contes
87. Profil - Jacques Prévert : Paroles
88. Profil - Abbé Prévost : Manon Lescaut
89. Profil - Primo Levi : Si c'est un homme
90. Profil - Marcel Proust : À la recherche du temps perdu
91. Profil - François Rabelais : Pantagruel - Gargantua
92. Profil - Jean Racine : Andromaque
93. Profil - Jean Racine : Britannicus
94. Profil - Jean Racine : Phèdre
95. Profil - Jean Renoir : La Règle du jeu
96. Profil - Yasmina Reza : « Art »
97. Profil - Arthur Rimbaud : Illuminations - Une saison en enfer
98. Profil - Jean Rouaud : Les Champs d'honneur - Pour vos cadeaux
99. Profil - Jean-Jacques Rousseau : Les Confessions (Livres I à IV)
100. Profil - Nathalie Sarraute : Enfance
101. Profil - Jean-Paul Sartre : Huis clos
102. Profil - Jean-Paul Sartre : Les Mots
103. Profil - Léopold Sédar Senghor : Éthiopiques
104. Profil - William Shakespeare : Hamlet
105. Profil - William Shakespeare : Roméo et Juliette
106. Profil - Stendhal : Le Rouge et le Noir
107. Profil - Patrick Süskind : Le Parfum
108. Profil - Jules Vallès : L'Enfant
109. Profil - Paul Verlaine : Fêtes galantes et autres recueils
110. Profil - Boris Vian : L'Écume des jours
111. Profil - Tanguy Viel : L'Absolue Perfection du crime
112. Profil - Voltaire : Candide
113. Profil - Voltaire : Candide, 10 textes expliqués
114. Profil - Voltaire : L'Ingénu
115. Profil - Voltaire : Zadig - Micromégas
116. Profil - Émile Zola : Au Bonheur des Dames
117. Profil - Émile Zola : Germinal
118. Profil - Émile Zola : L'Assommoir
119. Profil - Émile Zola : La Bête humaine
120. Profil - Émile Zola : Thérèse Raquin
121. Profil - Stefan Zweig : Le Joueur d'échecs

### Histoire littéraire
1. Profil - Histoire de la littérature en France au XIXe siècle
2. Profil - Histoire de la littérature et des idées en France au XXe siècle
3. Profil - L'autobiographie
4. Profil - L'épistolaire
5. Profil - La poésie au XIXe siècle au XXe siècle : problématiques essentielles
6. Profil - La tragédie et la comédie
7. Profil - La tragédie racinienne
8. Profil - Le biographique
9. Profil - Le théâtre : problématiques essentielles
10. Profil - Les mouvements littéraires du XIXe siècle au XXe siècle
11. Profil - Mémento de la littérature française

### Pratiques du bac
1. Profil - Bonnes copies de bac en philosophie,
2. Profil - Histoire de la philosophie
3. Profil - Le résumé de texte
4. Profil - Le texte argumentatif

### Profil pratique
1. Profil Pratique - Améliorez votre style, tome I
2. Profil Pratique - Du paragraphe à l'essai
3. Profil Pratique - Écrire avec logique et clarté
4. Profil Pratique - Enrichissez votre vocabulaire
5. Profil Pratique - L'accord du participe passé
6. Profil Pratique - L'orthographe
7. Profil Pratique - La grammaire
8. Profil Pratique - Le français sans faute
9. Profil Pratique - Le vocabulaire
10. Profil Pratique - Les fautes de français les plus courantes
11. Profil Pratique - Les figures de style, 100 exercices
12. Profil Pratique - Mieux rédiger
13. Profil Pratique - Pour étudier un poème
14. Profil Pratique - S'exprimer avec logique
15. Profil Pratique - Trouver le mot juste
16. Profil Pratique 100 exercices - Les pièges de la ponctuation

### Profil Bac
1. Profil - Pascal (Blaise) : Pensées, Grandeur et misère de l'homme (éd. posthume, 1670)
2. Profil - Bonnefoy (Yves) : Les Planches courbes
3. Profil - Choderlos de Laclos, Stephen Frears : Les Liaisons dangereuses
4. Profil - Diderot (Denis) : Jacques le Fataliste
5. Profil - Giuseppe Tomasi di Lampedusa : Le Guépard
6. Profil - Ovide : Les Métamorphoses, Livres X, XI, XII
7. Profil - Perrault (Charles) : Contes
8. Profil - Shakespeare (William) : Roméo et Juliette
9. Profil Bac - Beckett (Samuel), Fin de partie
10. Profil Bac - Homère, L'Odyssée Chants V à XIII
11. Profil Bac - Littérature 2011 Terminale L Questions traitées
12. Profil Bac - Charles de Gaulle, Mémoires de guerre
13. Profil Bac - Tous les matins du monde